# Blaps plana
Blaps plana är en skalbaggsart som beskrevs av Antoine Joseph Jean Solier 1848. Blaps plana ingår i släktet Blaps, och familjen svartbaggar. Arten förekommer tillfälligt i Sverige, men reproducerar sig inte.

## Bildgalleri

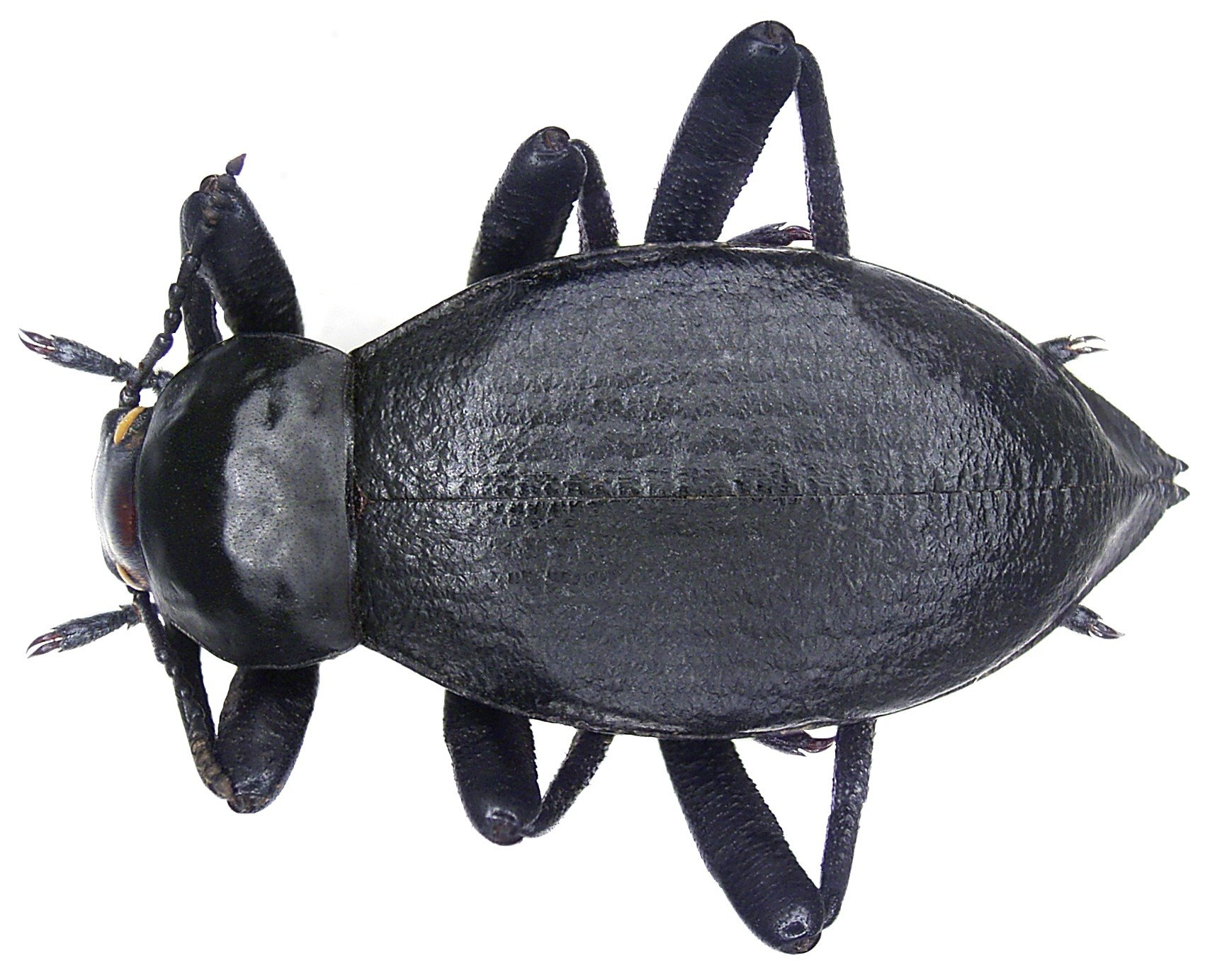